# Shih Mai-Yu
Shi Meiyu o Shih Mai-Yu (en xinès: 石美玉; en pinyin: Shí Měiyù) (Jiujiang, 1 de maig de 1873 - Pasadena, 30 de desembre de 1954), també coneguda com a Mary Stone, va ser un doctora en medicina graduada a la Universitat de Michigan i una de les primeres de dones xineses estudiar a l'estranger. Va fundar l'Hospital per a Dones i Infants en Jiujiang.

## Biografia
Shi Meiyu va néixer l'1 de maig de 1873, en una família xinesa cristiana de Jiujiang, on va passar la seva infància. El seu pare, Shek Nga (1838-1901), va ser un dels primers sacerdots cristians de la Xina Central, i la seva mare, Wu, també era cristiana. Shi Mei Yu era la filla major dues germanes, per sota d'un germà.
Va assistir durant deu anys al Rulison-Fish Memorial School, una escola metodista de Jiujiang creada per la missionera estatunidenca Gertrude Howe.
En 1892, Gertrude Howe se la va endur a Ann Arbor (Míchigan), junt amb Kang Cheng (康成) per a formar-les professionalment a Occident, on Meiyu i Kang Chen es van convertir «no només en les primeres asiàtiques en llicenciar-se en la Universitat de Míchigan, sinó que també van ser de les primeres dones xineses que es van convertir en professionals de la medicina formades a Occident» en 1896.
A la tardor de 1896, ella i Kang Cheng van tornar a la Xina, a Jiangxi. Aquest moment va coincidir amb una nova generació d'intel·lectuals del país que va començar a promoure l'escola femenina. Dos anys més tard, gràcies a les donacions d'Isaac Newton Danforth de Chicago, van fundar l'Hospital Elizabeth Skelton Danforth a Jiujiang, nomenat en honor de l'esposa del Dr. Danforth, que més tard es convertiria en l'Hospital per a Dones i Infants de Jiujiang. Després de la rebel·lió dels bòxers, l'hospital va obrir oficialment el 7 de desembre de 1901.
De 1915 a 1916, va acabar un any de postgrau a la Universitat Johns Hopkins.
Entre 1920 i 1937 va estar implicada en la creació de molts hospitals, escoles i esglésies a la Xina. Shi Meiyu també va ajudar a moltes persones a obtenir més oportunitats educatives. La més famosa d'elles va ser Wu Zheying, que més tard es va convertir en la primera presidenta xinesa de l'Associació d'Infermeres de la Xina.
Shi Meiyu no només va ser coneguda com a professional de la medicina, sinó també pel seu treball de missionera cristiana, formant part de la Women's Foreign Missionary Society, entre altres organitzacions.
Va viatjar a Califòrnia després de la Segona Guerra Mundial, on més tard va morir el 30 de desembre de 1954 a Pasadena, a l'edat de 81 anys.

## L'Església de Betel
En 1920, Shi Meiyu junt amb Hu Zunli van anar a Xangai per instal·lar l'Església de Betel, i van obrir l'Hospital Betel i l'Institut Betel amb el suport dels seus amics dels Estats Units.
A la dècada de 1930, l'Església de Betel va organitzar la missió de la Legió de Betel a totes les parts de la Xina.
Després de l'esclat de la batalla de Xangai el 1937, l'Església de Betel es va traslladar a Hong Kong i l'hospital es va traslladar temporalment a la concessió francesa a Xangai. Després de la Segona Guerra sinojaponesa, es van restaurar l'hospital i l'institut de Betel. Quan es va establir la República Popular de la Xina, tots dos van ser assumits pel govern xinès.

## Commemoracions
El 1994, la Unió Astronòmica Internacional va nomenar un cràter de Venus en honor seu (cràter Shih Mai-Yu).